# 中塚眞喜子
中塚 眞喜子（なかつか まきこ、1974年6月11日 - ）は、元RNB南海放送の女性アナウンサー。
愛媛県松山市出身。愛媛県立松山商業高等学校、松山大学経済学部を卒業後、1997年南海放送に入社。元ミス松山。結婚して、2012年7月より産休を経て、2013年に10月からラジオ番組「うぃず」として復帰した。
2008年3月をもって退社した橋口裕子に代わり愛媛県地上デジタル放送推進大使に就任したが、2010年5月より宮嶋那帆アナに引き継いだ。
2016年4月28日にて退社。

## 担当番組
テレビ
- 「ラジオ南海系」（月、27：00～）
- 「今コレ!」（金、おかデリ内）
- 「なんかいNEWS・なんかいNEWSファイナル」

ラジオ
- 「うぃず」（月～火、13：15～）
- 「週刊ラジオエッセー いよてつい～スマイル」（金、10：30～）
- 「ザ・VOICE」（土、16：00～）
- 「萬翠荘インフォメーション」（土、18：00～）
- 「愛媛新聞ニュース」

## 主な過去の担当番組
テレビ
- 小林真三の見たまんまテレビ
- おかえりテレビ（月～金）
- 今コレ!

ラジオ
- SOね山ちゃんどんどんワイド
- オープンセサミ夢発信
- 1616リクエスト